# Grondtal
In de wiskunde heeft de term grondtal, afhankelijk van de context, verschillende betekenissen. Ten eerste is het het getal waarop een talstelsel is gebaseerd. Ten tweede is het het getal waarop een berekening is gebaseerd. Meestal is uit de context wel op te maken welke van de twee betekenissen bedoeld wordt.

## Basis van een talstelsel
De basis van een talstelsel is in een positioneel numeriek systeem het aantal unieke symbolen dat gebruikt wordt om alle getallen te representeren, dus het aantal verschillende cijfers dat in gebruik is in het betreffende talstelsel. Zo is 10 het grondtal van het decimale systeem, aangezien er 10 symbolen gebruikt worden om alle getallen weer te geven (nl. de cijfers 0 t/m 9). Het hoogste symbool van een positioneel numeriek systeem (in het decimale stelsel de 9) heeft een waarde die 1 minder is dan het grondtal van het systeem, dankzij het gebruik van de 0 (nul). Diverse positionele systemen verschillen onderling alleen in het grondtal dat zij gebruiken, de rekenregels zijn verder voor alle systemen gelijk. Het talstelsel wordt daarom vaak genoemd naar het grondtal: tweetallig, viertallig, tientallig enz. of een aan het Grieks of Latijn ontleende vertaling daarvan.
Wanneer van een geschreven getal niet zonder meer duidelijk is in welk talstelsel het uitgedrukt is, wordt het grondtal vaak als subscript afgedrukt na het getal, bijvoorbeeld: 10010012. De 2 geeft aan dat het betreffende getal gelezen moet worden in het  binaire systeem, en dus –  uitgedrukt in de taal van het decimale systeem – de waarde "drieënzeventig" representeert, en niet "honderdduizend honderdeneen".
In principe zijn er oneindig veel talstelsels met evenzovele grondtallen denkbaar. In de praktijk worden slechts enkele gebruikt. Het tientallige stelsel of decimale stelsel kennen we allemaal uit het dagelijks leven. Computers en andere 'digitale' apparaten gebruiken intern vrijwel altijd het het binaire of tweetallige stelsel (grondtal 2), waarbij elke geheugenpositie maar twee mogelijke waarde heeft (bijvoorbeeld een negatieve of positieve elektrische spanning, door mensen weergegeven als 0 of 1). In de computertechniek of informatica gebruikt men naast het binaire schrijven in 'nullen en enen' ook het hexadecimale (grondtal 16) en soms het octale stelsel (grondtal 8). In PLC's werd ook nog weleens het viertallig stelsel (grondtal 4) gebruikt. De grondtallen 2, 4 en 8 hebben het voordeel dat alle getallen makkelijk zijn om te rekenen naar de binaire weergave.
Historisch waren er talstelsels en meeteenhedenstelsels met de grondtallen 12, 20 en 60. Het grondtal 60 (sexagesimaal stelsel) wordt nog gebruikt voor de indeling van het uur en van graden.
Het grondtal van een talstelsel is meestal een positief geheel getal, groter dan 1. Maar men kan getallen ook voorstellen met een negatief grondtal, of met een niet-geheel grondtal; deze laatste voorstelling, met grondtal β, noemt men een β-expansie.

## Basis van een berekening
Bij een machtsverheffing is het grondtal het getal dat een aantal malen met zichzelf vermenigvuldigd wordt. Meer expliciet: in de machtsverheffing {\displaystyle x^{y}} is {\displaystyle x} het grondtal.
Bij de logaritme is het grondtal het getal dat als 'basis' geldt bij het berekenen van de logaritme. Meer expliciet: in de logaritme {\displaystyle ^{a}\!\log b} is {\displaystyle a} het grondtal.